# 畠山勇子
畠山勇子（日语：／ Hatakeyama Yūko；1865年12月—1891年5月20日），日本女僕、店員，1891年大津事件導致日俄關係緊張之際，在京都府廳前用剃刀自刎表示道歉，被稱為「烈女勇子」。

## 生平
1865年12月出生於安房国長狭郡横渚村（現千葉縣鴨川市横渚）的農家，是農民畠山治兵衛的長女。畠山治兵衛曾經是個富翁，但明治維新時因為投資失敗而破產，在勇子5歲時去世。畠山勇子17歲時與朝夷郡（現南房總市）的一位平民結婚，23歲離婚去東京打工，曾在華族和銀行家的邸宅當女僕，後在伯父的介紹下來到日本橋区（現中央區）室町的一家魚批發商擔任店員。在父親和伯父的影響下，畠山勇子對政治和歷史感興趣，熱衷於閱讀具有強烈政治色彩的報紙，被老闆和同事視為怪人。大津事件發生時，勇子為國家的緊急情況感到悲痛，但周圍的人卻認為“她又來了”。:130

## 自殺
1891年5月11日大津事件發生後，俄国突然命令王儲返國。得知此事後，勇子以要回家為由辭掉了在魚批發商的工作，趕往下谷的伯父榎本六兵衛家。榎本是一名商人，曾經为島津、毛利、山內、前田、蜂須賀等大名家族秘密提供槍支，明治維新後靠出口生絲發家致富。勇子認為她的伯父會理解她的感受，但伯父認為一介平民女性考慮國家大事也沒用，最後勇子還是坐火車去了京都。:131
5月20日晚上7點後，乘坐人力車参谒了京都的各個寺廟後的勇子向京都府廳提交了上呈「露国御官吏樣」、「日本政府樣」、「政府御中樣」的請願書，然後在京都府廳前用剃刀刺了喉嚨和胸膛。勇子立即被送往醫院救治，但因傷口深達氣管而流血過多而死亡，同時她寄給伯父、母親和弟弟的遺書分別通過郵件寄達，共留下10張遺書。:128

## 身後
勇子因其這一舉動被輿論稱為「烈女勇子」，在京都舉行了盛大的追悼會，她的墓地在京都的末慶寺（今下京区万寿寺），在她家鄉的觀音寺建有她的顯彰碑。